# Villaggio trincerato
Con il termine villaggio trincerato si intende un villaggio cinto da trincee scavate nella calcarenite a scopo difensivo degli armenti.
Tale termine fu utilizzato per la prima volta da Domenico Ridola.

## I villaggi trincerati nel materano
Ridola condusse tra il 1872 ed 1932 numerose ricerche nell'agro materano rinvenendo numerosi insediamenti preistorici.
Tra questi vanno menzionati:
- Santa Candida (Fontana di Vite) - ubicato in contrada Santa Candida, il Ridola localizzò alcuni fondi di capanna.[3] L'area dovrebbe trovarsi a circa 1 km a nord-est di Masseria Fontana di Vite;
- Setteponti - ubicato a 550 metri a nord ovest della masseria Setteponti, presso Lamia Corazza;
- Serra d'Alto - ubicato sulla collina di Serra d'Alto, secondo Lo Porto[4] vi si distinguono tre differenti fossati. Anche Rellini[5] condusse delle campagne di scavo e successivamente da Luigi Bernabò Brea;[6]
- Murgecchia - ubicato in località Murgecchia;
- Murgia Timone - ubicato nella Murgia Grande, località Timone;
- Tre Ponti - ubicato nella località Tre Ponti;
- Trasano - ubicato in zona Trasano;
- Tirlecchia Superiore - ubicato in Murgia Tirlecchia, attualmente sopra si erge la Masseria Alvino;
- Tirlecchia Inferiore - ubicato in Murgia Tirlecchia a circa 500 metri Est Nord Est da Masseria Alvino;
- Matinelle di Malvezzi - ubicato in località Matinelle, sulla sponda destra del canale Guirro;
- San Martino - ubicato in località San Martino;

Successivamente alla morte del Ridola l'attività di ricerca nel materano tende a scomparire, e solo negli anni sessanta e settanta furono condotte alcune campagne di scavo da parte di Felice Gino Lo Porto.
Le ricerche effettuate da Vinicio Camerini e Gianfranco Lionetti negli anni novanta hanno portato all'individuazione di nuovi villaggi trincerati: 
- Trasanello Cementificio - ubicato in località Trasanello nell'area industriale del cementificio di Matera;[7]
- Trasanello Incompleto -  ubicato in località Trasanello a circa 550 metri ad oriente del villaggio trincerato di Trasanello Cementificio;
- Verdesca - ubicato fra Trasanello e Masseria Alvino Nappo, dista 780 metri dal trincerato superiore di Tirlecchia e 700 metri dalla trincea incompleta di Trasanello;
- Tilecchia 3 - ubicato a 250 metri dalla Masseria Tirlecchia e 375 metri dal trincerato Tirlecchia Inferiore;
- Masseria Grottillo - ubicato in agro di Santeramo in Colle a 500 metri est di Masseria Grottillo;
- Masseria Luisi - ubicato in agro di Santeramo in Colle a 550 metri sud-est di Masseria Luisi e 2200 metri circa a sud-ovest dal trincerato di Masseria Grottillo;
- Masseria Fragennaro - ubicato in agro di Laterza nella Murgia Fragennaro a 800 metri circa a sud della Masseria Fragennaro e 1600 metri a sud-est dal trincerato di Masseria Luisi.